# 재팬 컨소시엄
재팬 컨소시엄(일본어: ジャパンコンソーシアム, 영어: Japan Consortium)은 스포츠 방송 중계에 대한 권리를 보호하기 위한 일본의 방송 제도이다.

## 설립 및 배경
1952년 헬싱키 올림픽 등 예전부터 하계 올림픽 중계는 NHK와 민간방송이 공동으로 설립한 JSNP(재팬 새틀라이트 뉴스 풀)에 의해 공동 중계되어 왔다. 그러나 1980년 모스크바 올림픽에서는 TV 아사히가 단독으로 중계권을 획득하면서 큰 파장을 일으켰다. 이 사건을 계기로 중계권료의 상호 부담, 과도한 가격 상승의 억제, 그리고 공동 취재를 목적으로 1984년부터 재팬 풀(Japan Pool)이라는 공동 제작 조직이 발족되었다. 이를 통해 NHK와 민간방송국은 계열을 초월하여 일본 내 하계 올림픽 중계권을 공동으로 획득하게 되었다.
한편, 1996년 애틀랜타 올림픽부터는 해외 스포츠 중계 전담 공동 취재 조직인 재팬 컨소시엄(Japan Consortium)이 구성되었으며, 재팬 풀은 이후에도 천황, 내각총리대신, 국무대신의 해외 방문이나 주요국 정상회의 등의 해외 공동 취재를 위해 구성되는 조직으로 기능하고 있다.
그 후, 1998년 나가노 동계 올림픽부터 동계올림픽 중계도 공동 방송 체제로 전환되었고, 2002년 한일 월드컵부터는 FIFA 월드컵 중계 또한 NHK의 단독 중계에서 재팬 컨소시엄에 의한 공동 방송으로 이관되었다. 이 배경에는 현지 인력 부족 보완뿐 아니라 최근 급등한 중계권료 문제도 자리하고 있다.
그러나 1984년 사라예보 동계 올림픽 이후, 전 세계적으로 중계권료는 지속적으로 상승해왔다. 이로 인해 2010년 및 2012년 두 대회의 방송권 계약을 협의하는 과정에서는, 재팬 컨소시엄 내부에서 “중계권을 구매하지 않는 선택지도 고려해야 하는 것 아니냐”는 의견도 나왔다. 또한 아시아태평양방송연합(ABU)은 1996년 홍콩 총회에서 스포츠 중계권의 급등에 대한 우려를 표하며 성명을 채택한 바 있다.
한편, 동계 올림픽의 라디오 중계는 과거에는 민영 라디오 방송국도 참여했으나, 앞서 언급한 나가노 올림픽를 제외하고 현재는 NHK만이 중계하고 있다. 모든 중계는 NHK 아나운서가 담당하며, 해설자가 배치되지 않는 경우 아나운서가 해설도 겸하고 있다. 2006년 토리노 올림픽에서는 일부 텔레비전 중계 음성을 재활용한 예도 있었다. 방송은 도쿄 NHK 라디오센터 내 131 스튜디오와 현지를 직접 연결하여 진행된다.
FIFA 월드컵의 경우, NHK 라디오 제1방송에서는 재팬 컨소시엄의 중계를 사용하지 않고, NHK가 독자적으로 제작·방송하고 있다. 도쿄 131 스튜디오에서 현지 국제 영상을 보며 아나운서와 해설자가 중계하는 '오프튜브' 방식이 채택되고 있다.

## 방송 중계료
유료 방송 권리는 포함하지 않는다. 2010년 이후에는 텔레비전·라디오 방송 권리 외에 인터넷·휴대전화 등의 배포 권리도 포함한다.

### 올림픽
| 개최명             | 방송사        | 중계권료                    | 비고                                                   |
| ------------------ | ------------- | --------------------------- | ------------------------------------------------------ |
| 1960년 하계 올림픽 | NHK           | 5만달러 (1,800만엔)         | NHK 첫 중계                                            |
| 1964년 하계 올림픽 | NHK           | 50만달러 (1.8억엔)          |                                                        |
| 1968년 하계 올림픽 | NHK           | 60만달러 (2.2억엔)          |                                                        |
| 1972년 동계 올림픽 | NHK           | 53만달러 (1.9억엔)          |                                                        |
| 1972년 하계 올림픽 | NHK           | 105만달러 (3.8억엔)         |                                                        |
| 1976년 하계 올림픽 | 재팬풀        | 130만달러 (3.9억엔)         | 민간 방송 (NTV, TBS, 후지TV, TV아사히, TV도쿄) 첫 중계 |
| 1980년 하계 올림픽 | TV 아사히     | 850만달러 (18.7억엔)        | NHK, TBS, 후지TV, TV도쿄 중계 없음                     |
| 1984년 하계 올림픽 | 재팬풀        | 1,850만달러 (46.3억엔)      |                                                        |
| 1988년 하계 올림픽 | 재팬풀        | 5,000만달러 (77.5억엔)      |                                                        |
| 1992년 하계 올림픽 | 재팬풀        | 5,750만달러 (88억엔)        |                                                        |
| 1994년 동계 올림픽 | NHK           | 1,270만달러                 |                                                        |
| 1996년 하계 올림픽 | 재팬 컨소시엄 | 9,950만달러 (104.5억엔)     |                                                        |
| 1998년 동계 올림픽 | 재팬 컨소시엄 | 3,700만달러 (39억엔)        |                                                        |
| 2000년 하계 올림픽 | 재팬 컨소시엄 | 1억 3,500만달러 (142.7억엔) |                                                        |
| 2002년 동계 올림픽 | 재팬 컨소시엄 | 3,700만달러 (49억 4000만엔) |                                                        |
| 2004년 하계 올림픽 | 재팬 컨소시엄 | 1억 5,500만달러 (170.5만엔) |                                                        |
| 2006년 동계 올림픽 | 재팬 컨소시엄 | 45억3,000만달러             |                                                        |
| 2008년 하계 올림픽 | 재팬 컨소시엄 | 1억 8,000만달러 (198억엔)   |                                                        |
| 2010년 동계 올림픽 | 재팬 컨소시엄 | 325억엔                     |                                                        |
| 2012년 하계 올림픽 | 재팬 컨소시엄 | 325억엔                     |                                                        |
| 2014년 동계 올림픽 | 재팬 컨소시엄 | 360억엔                     |                                                        |
| 2016년 하계 올림픽 | 재팬 컨소시엄 | 360억엔                     |                                                        |
| 2018년 동계 올림픽 | 재팬 컨소시엄 | 660억엔                     |                                                        |
| 2020년 하계 올림픽 | 재팬 컨소시엄 | 660억엔                     |                                                        |
| 2022년 동계 올림픽 | 재팬 컨소시엄 | 440억엔                     |                                                        |
| 2024년 하계 올림픽 | 재팬 컨소시엄 | 440억엔                     |                                                        |
| 2026년 동계 올림픽 | 재팬 컨소시엄 | 475억엔                     |                                                        |
| 2028년 하계 올림픽 | 재팬 컨소시엄 | 475억엔                     |                                                        |
| 2030년 동계 올림픽 | 재팬 컨소시엄 | 500억엔                     |                                                        |
| 2032년 하계 올림픽 | 재팬 컨소시엄 | 500억엔                     |                                                        |

올림픽 중계권은 국제올림픽위원회(IOC)로부터 재팬 컨소시엄이 동·하계 두 대회를 단위로 직접 구매하고 있다. 과거에는 2000년 시드니 올림픽부터 2008년 베이징 올림픽까지의 동계올림픽을 포함한 총 5개 대회의 중계권을 일괄 구매한 바 있으며, 그 금액은 5억 4,550만 달러(당시 환율 기준 약 6500억 엔)였다.
중계권료의 부담 비율을 보면, 1976년 몬트리올 올림픽에서는 NHK가 86.7%, 일본민간방송연맹이 13.3%를 부담하였다. 이후 1988년 서울 올림픽부터 2000년 시드니 올림픽까지는 NHK가 80%, 일본민간방송연맹이 20%를 분담했다. 2004년 아테네 올림픽에서는 NHK가 75%, 일본민간방송연맹이 25%를 부담했다.
그러나 NHK의 일련의 불미스러운 사건으로 인해 수신료를 내지 않는 가구가 증가하며 수입이 감소했고, 이전부터 NHK의 부담이 과도하다는 지적도 제기되어, 2006년 토리노 동계올림픽 이후부터는 NHK가 70%, 일본민간방송연맹이 30%를 부담하는 구조로 변경되었다.

### FIFA 월드컵
| 개최명             | 방송사                       | 중계권료        | 비고                                                   |
| ------------------ | ---------------------------- | --------------- | ------------------------------------------------------ |
| 1970년 FIFA 월드컵 | 도쿄12채널                   |                 | 도쿄12채널 첫 중계                                     |
| 1974년 FIFA 월드컵 | 도쿄12채널                   | 940만엔         | 도쿄12채널 마지막 중계                                 |
| 1978년 FIFA 월드컵 | NHK                          | 1,600만엔       | NHK 첫 중계                                            |
| 1982년 FIFA 월드컵 | NHK                          | 2,900만엔       |                                                        |
| 1986년 FIFA 월드컵 | NHK                          | 3,100만엔       |                                                        |
| 1990년 FIFA 월드컵 | NHK                          | 6억엔           |                                                        |
| 1994년 FIFA 월드컵 | NHK                          | 6억엔           |                                                        |
| 1998년 FIFA 월드컵 | NHK                          | 5억 5만엔       |                                                        |
| 2002년 FIFA 월드컵 | 재팬 컨소시엄                | 65억엔, 120억엔 | 민간 방송 (NTV, TBS, 후지TV, TV아사히, TV도쿄) 첫 중계 |
| 2006년 FIFA 월드컵 | 재팬 컨소시엄                | 160억엔         |                                                        |
| 2010년 FIFA 월드컵 | 재팬 컨소시엄                | 200억엔         |                                                        |
| 2014년 FIFA 월드컵 | 재팬 컨소시엄                | 400억엔         |                                                        |
| 2018년 FIFA 월드컵 | 재팬 컨소시엄                | 600억엔         |                                                        |
| 2022년 FIFA 월드컵 | NHK, TV아사히, 후지TV, ABEMA | 180~200억엔     |                                                        |

월드컵을 포함한 국제축구연맹(FIFA) 주최 경기의 방송권은 1978년부터 1998년까지 아시아태평양방송연합(ABU)을 통해 구매되었으며, FIFA도 전 세계에 축구를 보급하고자 하는 목적에서 저렴한 가격에 구매할 수 있었다. 그러나 자국 개최가 된 2002년 한일 월드컵부터는, 당시 유럽에서 유료 위성방송을 통한 방송권 경쟁이 치열해지면서 UEFA 챔피언스리그 등의 축구 방송권이 급등하였다. 이에 FIFA는 방송권료 수입을 중시하는 입찰제로 전환하였다. 이로 인해 일본의 방송권료도 이전 대회에 비해 약 20배로 급등했다.
또한 2007년부터 2014년까지 아시아 지역 대상 방송권(텔레비전, 라디오, 브로드밴드, 인터넷, 휴대전화)은 인터내셔널 스포츠 앤 레저(ISL)가 독점 계약을 체결했기 때문에, 인프론트 스포츠 & 미디어 AG와 덴쓰의 합작회사인 Football Media Services Pte. Ltd.를 통해 구매되었다.
1998년 프랑스 월드컵에서는 NHK가 방송권을 획득했으나, 일부 경기의 라디오 방송권을 닛폰 방송에 서브라이선스(재허가)하여 NRN 계열 민방 라디오 각국에서도 5경기가 중계되었다.
한편, 2002년 한일 월드컵 방송권료 부담 비율은 NHK가 60%, 일본민간방송연맹이 40%를 분담하였다.

## 중계 체계
재팬 컨소시엄의 업무는 현지 관계 기관과의 협의, 현지에서 임대하는 장비 조달, 호스트 방송사가 제작한 국제 영상의 분배, 일본 독자 카메라 운용, 국제 전송 회선의 조달 및 관리, 각 방송사의 경기 중계 배정 변경 협의, 사무 작업 등이 중심이다.
마찬가지로 재팬 컨소시엄을 결성하더라도 지리적 조건 등에 따라 체제가 달라질 수 있다.

### 올림픽 중계
올림픽과 같은 종합 경기 대회에서는 중계를 담당하는 아나운서에게 각 종목에 대한 일정 수준 이상의 지식이 요구되기 때문에, 아나운서 배정 시 NHK와 민영 방송국에서 파견된 아나운서들의 이전 중계 경험 등을 고려하여 계열에 상관없이 담당 종목을 배정하고 있다. 한편, 각 종목 방송은 특정 종목에 치우치지 않도록 종목별이 아니라 방송 시간대별로 배정하기 때문에, 소속 계열과 다른 방송국 아나운서가 중계하는 경우도 많다. 이와 같은 이유로 프로그램 포맷이나 언어 사용 통일 규칙이 있으며, 중계를 담당하는 아나운서의 소속 방송국은 전혀 공개하지 않기로 되어 있다. 한편, 중계에 관해서는 후술할 문제나 비판도 자주 발생하고 있다.
재팬 컨소시엄(JC) 소속 합동 스태프와는 별도로 각 방송국은 프로그램 진행이나 경기 해설을 담당하는 아나운서와 전문 해설자를 현지 경기장의 국제 방송 센터에 파견하거나 도쿄 스튜디오에 대기시키고 있다. NHK의 경우 2012년 런던, 2016년 리우 올림픽 때에는 현지 경기 시간에 맞추어 해설을 담당하는 2~3명의 아나운서를 국제 방송 센터에 파견했다. 이와 별도로 골든·프라임 타임 하이라이트 방송이나 BS1의 전 종목 생중계를 담당하는 도쿄 스튜디오 아나운서 몇 명이 교대로 출연하고 있다.
전국독립방송협의회 소속 텔레비전 방송국도 일본민간방송연맹의 일원이므로 재팬 컨소시엄에 가입되어 있다. 이들 방송국은 원칙적으로 키 방송국과 같은 시간대에 병행 방송을 실시하며(광고도 스폰서드 네트워크로 취급), 키 방송국 중 1~2개 채널을 선택하여 방송한다(다만 1980년대까지는 병행 방송 채널이 훨씬 많았다). 어느 키 방송국을 네트워크할지는 특별히 정해져 있지 않으며, 방송 시간과 제작 담당 방송국과의 조율에 따라 그때그때 결정된다.
다만 2008년 베이징 올림픽은 긴키 지역(KBS 교토, 산텔레비전, 비와코 방송, 나라 텔레비전 방송, 텔레비전 와카야마)에서만 아사히 방송의 전국 고등학교 야구 선수권 대회 중계를 릴레이 중계하고 있어, 8강전 이후 방송일이 변경되었다. 이는 평일과 일요일에 11:40부터 14:10까지 고등학교 야구 중계를 중단하고, TV 아사히 제작 프로그램과 각 방송국 자사 제작 프로그램을 우선 방송하기 때문이며(토요일은 11:45부터 12:00의 ‘ANN 뉴스’만 중단된다).
2002년 솔트레이크 시티 올림픽 이후로 올림픽 중계는 BS 디지털 방송에서도 송출하고 있으나, 2010년 밴쿠버 올림픽 이후 일본 민간 방송 연맹에 가입한 지상파 민방계 BS 5개 방송국에서는 지상파 방송 후 바로 편집하여 지연 방송하는 방식을 취하고 있다.
2008년 베이징 올림픽 이후로는 TV에서 방송되지 않는 종목을 라이브 스트리밍으로 무료 배포하기 시작해, 많은 종목을 실시간으로 시청할 수 있게 되었다(앞서 언급했듯이 중계 음성은 전혀 들어가지 않고 현지 음성만 제공된다).
2021년 도쿄 2020 올림픽에서는 시청자의 편의를 위해 특정일에 열리는 종목을 한 민방 텔레비전 방송국(계열)에 집중시키고, 하이라이트 프로그램을 포함해 아침부터 새벽 2시까지 거의 종일 방송하는 시도가 이루어졌다. 구체적으로는 매일 이른 아침부터 새벽까지 16시간 이상 장시간 대형 방송일을 각 방송국별로 할당해, 당일 일본 선수 및 주목 선수, 종목을 모아 생방송하는 한편 ‘도쿄 올림픽 프리미엄’이라는 이름으로 방송일 당일 전 종목 하이라이트 중계도 진행했다. 또한 지상파 민방계 BS 4K 5개 방송국에서도 일부 종목을 4K 화질로 생중계했으며, 2022년 베이징 올림픽에서도 같은 조치가 취해졌다.
또한 NHK나 민방 연맹에 가입하지 않은 방송국이 재팬 컨소시엄으로부터 서브 라이선스를 받아 일부 종목 중계를 방송하는 경우도 있다. 2016년 리우데자네이루 올림픽 이후에는 케이블 TV 방송국인 쥬피터텔레콤(J:COM)이, 2021년 도쿄 올림픽 이후에는 그린채널이 각각 재팬 컨소시엄으로부터 서브 라이선스를 얻어 일부 종목을 무료 방송했다.
민방 라디오는 2008년 베이징 올림픽까지 일부 종목에서 전 방송국 동시 생중계를 실시했으나, 2012년 런던 올림픽부터 전 방송국 동시 생중계가 없어지고, 중계 방송은 각 방송국 판단(임의 네트워크)에 맡겨졌다. 그 결과 런던 올림픽 중계는 도쿄 소재 방송국 중심으로 이루어졌으며, 많은 방송국은 전 방송국에 배포되는 민방 라디오 통일 프로그램을 제외하고는 방송하지 않게 되었다. 이 체제는 2016년 리우 올림픽 때도 동일하다. 2021년 도쿄 2020 올림픽에서는 남자 마라톤 중계를 민방 라디오 99개 전 방송국이 동시 방송하여 13년 만에 올림픽 전 방송국 동시 생중계가 부활했다.
한편 NHK 라디오 중계는 하계 대회는 TV와 같이 현지에 파견된 NHK·민방 아나운서·해설자 연합팀이 담당하지만, 동계는 NHK 단독 방송이며, 자국 개최로 하계와 같은 민방과의 공동 체제가 이루어진 1972년 삿포로 올림픽과 1998년 나가노 올림픽을 제외하고는 아나운서, 해설자는 재팬 컨소시엄과 별도로 파견된 라디오 전담 스태프가 담당한다. 2022년 베이징 동계 올림픽에서는 일부 종목에서 종합 TV 하이라이트 출연 일정에 따라, 중계자만 현지에 파견되고 전문 해설자는 도쿄 스튜디오에서 원격 출연하는 사례가 있었다.
2024년 파리 하계 올림픽은 방송권료 급등으로 인해 민방 라디오 방송 및 재팬 컨소시엄에의 스태프 파견이 이루어지지 않아 NHK 단독 방송으로 진행될 예정이다.

### 패럴림픽 중계
올림픽과 함께 개최되며 같은 OBS가 제작하는 패럴림픽은 방송권이 별도로 되어 있어, 재팬콘소시엄과는 다른 방송사업자가 권리를 획득하고 있다. 2008년 베이징 패럴림픽부터 2016년 리우데자네이루 패럴림픽까지는 스카파(JSAT)가 방송권을 획득하여 전문 채널과 BS 스카파! 등에서 경기 중계를 방송했다.
2018년 평창 패럴림픽부터 2024년 파리 패럴림픽까지는 NHK가 일본 내 모든 미디어 방송권을 독점적으로 획득하고 있다. 이런 이유로 민방 등 NHK와 스카파! 외의 방송국에서는 오랫동안 대회 방송이 없었으나, 2021년 도쿄 2020 패럴림픽에서는 J:COM(현 JCOM)과 그린채널에 더해 민방연에 가입한 각 방송국도 NHK로부터 서브 라이선스를 획득해 각 키국이 종목별로 프로그램을 제작해 방송했다.
2024년 파리 패럴림픽에서도 그린채널과 JCOM이 NHK로부터 서브 라이선스를 획득해 일부 경기 중계를 방송할 예정이며, 국제패럴림픽위원회(IPC)도 자체적으로 유튜브를 통해 전 종목의 생중계를 진행할 계획이다.

### FIFA 올림픽 중계
2002년 한일 월드컵 이후 FIFA 월드컵 중계에서는 경기별로 미리 중계하는 방송사가 배정되어 있으며, 영상은 각 방송국이 국제 영상을 사용하지만, 해설과 중계는 지상파에서 담당하는 방송사가 파견한 아나운서와 해설자가 맡고 있다. 또한, 각 방송국이 하이라이트 프로그램을 방송할 때도 중계 음성은 교체하지 않고 중계 당시의 음성을 그대로 사용하는 것이 기본이다. 뉴스 등에서 중계 영상을 사용할 경우, 중계 음성을 사용할지 아니면 교체할지는 각 방송국의 판단에 맡겨진다.
올림픽 중계에서 방송사별 중계 분담은 원칙적으로 NHK와 민방 간의 협의로 결정되지만, FIFA 월드컵 중계에서는 먼저 NHK와 민방 간 협의로 분담을 정한 뒤, 민방에서는 키국들이 추첨으로 정해진 순서에 따라 원하는 경기를 선택한다.
2002년 민방의 FIFA 월드컵 중계는 일부를 제외하고 지상파와 계열 BS 방송국이 동시 중계했으나, 2006년 대회부터는 지상파 방송 후 계열 BS 방송국이 시간차 방송을 하고 있다.
라디오 방송은 민방의 경우 텔레비전과 달리 전 방송국이 동일한 내용을 송출하지만, NHK는 JC의 중계 음성을 사용하지 않고 해설 부분을 오프튜브 방식으로 현지 영상을 보면서 도쿄 스튜디오에서 교체하고 있다. 또한 민방에서는 스포츠 중계 경험이 풍부한 TBS 라디오, 분카방송, 닛폰방송의 3사가 순환으로 라디오 중계 제작 본부를 맡아, 제작 본부가 프로그램을 제작하고 민방 라디오 각국에 송출한다. 중계 시에는 민방 텔레비전 중계 책임사가 제공하는 중계 영상을 보면서 오프튜브로 진행된다.
2014 FIFA 월드컵에서는 호스트 방송사가 제작한 여러 국제 영상과 일본 독자 카메라 영상(재팬콘소시엄이 준비)이 국제 방송 센터 내 재팬콘소시엄 부스의 NHK, 민방련(도쿄 키국 직원 지원팀으로 구성), 니혼TV, TV아사히, TBS, TV도쿄, 후지TV 각사 방에 전달되었다. 각사는 경기장 내 스튜디오, 각국 공용 중계 공간 영상, 거리 리포트(모두 각사 준비)의 영상과 음성을 더해 편집했다. 일본으로의 전송은 NHK·민방련은 NHK가 준비한 회선으로, 민방 각국은 재팬콘소시엄이 준비한 국제 회선으로 진행되었으며, 각국은 국내에서 추가 편집 후 방송했다. 민방 라디오는 민방 텔레비전 중계 책임국인 TV아사히가 제작한 영상을 보면서 제작 본부인 문화방송 1스튜디오에서 프로그램을 제작해 문화방송에서 민방 AM·FM 각국에 송출했다.
2022 FIFA 월드컵에서는 방송권료 급등이 명확해지면서 FIFA의 방송권 창구인 덴쓰와 재팬콘소시엄 간 방송권 협상이 난항을 겪었다. 그 결과 니혼TV, TBS, TV도쿄가 본 대회 중계에서 철수했고, NHK, TV아사히, 후지TV 3사에 더해 동영상 스트리밍 서비스인 ABEMA가 방송권을 획득하면서 FIFA 월드컵 중계에서 재팬콘소시엄 체제가 붕괴되었다. 라디오 방송도 NHK가 일본 대표전 등 일부 경기를 방송하는 형태로 변경되어 기존 재팬콘소시엄에 의한 민방 공동 제작이 이루어지지 않게 되었다.

## 방송 채널

#### 지상파 채널
- NHK
- 일본민간방송연맹
  - 후지 TV
  - 닛폰 TV 방송망
  - 도쿄 방송
  - TV 아사히
  - TV 도쿄
- JAITS

#### 케이블 채널
- NHK BS1
- NHK BS2
- BS아사히
- BS후지
- BS닛폰
- BS재팬
- BS-TBS

### 라디오 방송
- NHK 라디오 제1방송
- NHK 라디오 제2방송
- Nippon Broadcasting
- 문화방송 니폰지사
- TBS 라디오
- NHK FM
- 인터FM
- J-Wave(FMJ)
- 도쿄 FM (TFM)
- 라디오 닛케이

#### 기타
- NOTTV
- Wow

## 같이 보기
- 일본방송협회
- 국가대표팀
- 대한민국의 스포츠 중계권